# Sonata per a piano en mi menor, D 769A (Schubert)
La Sonata per a piano en mi menor, D 769A (formalment D. 994) és una sonata per a piano composta per Franz Schubert.

## Movements
Opening
La sonata és incompleta, i el que existeix és únicament en un únic moviment que, fins i tot, el compositor va deixar abandonat abans d'acabar-lo.